# Christian Buil
| Odkryte planetoidy: 5 | Odkryte planetoidy: 5 |
| --------------------- | --------------------- |
| (7718) Desnoux        | 10 marca 1997         |
| (10222) Klotz         | 29 października 1997  |
| (12042) Laques        | 17 marca 1997         |
| (19353) Pierrethierry | 10 marca 1997         |
| (85512) Rieugnie      | 29 października 1997  |

Christian Buil – francuski astronom amator, elektronik i programista. Był jednym z pierwszych amatorów astronomii, który zbudował kamerę CCD i wykorzystał ją do obserwacji. Wraz z kolegami stworzył pierwszy cyfrowy atlas fotograficzny dostępny dla społeczności amatorskiej, zawierający ponad 5000 obiektów astronomicznych (Buil-Thouvenot Atlas).
W 1997 roku odkrył 5 planetoid.
W uznaniu jego pracy jedną z planetoid nazwano (6820) Buil.